# 凱瑟琳·芭特爾
凱瑟琳·芭特爾（Kathleen Battle，1948年8月13日—），美國著名黑人女高音歌劇唱家，因在1987年受大指揮家卡拉揚所請，成為歷史上首位登上維也納新年音樂會演奏台的獨唱家而聞名於世。